# Luca Drudi
Luca Drudi (Rimini, 11 maggio 1962) è un pilota automobilistico italiano, specialista delle gare endurance 24 ore di Le Mans, 24 ore di Daytona, 24 ore di Spa, Le Mans Series, FIA GT.
Pilota versatile, negli anni ha vinto campionati con ogni tipo di auto: monoposto, turismo, Gran Turismo e prototipi.

## Carriera
Inizia la propria carriera con le gare di karting nel 1980 dove, distinguendosi, ottiene la possibilità di esordire nell'automobilismo.
Da rimarcare le vittorie di classe alla 24 ore di Le Mans nel:
- 1998 su Chrysler Viper
- 2001 su Porsche

Nel 2000 vince la classe GT alla 24 ore di Daytona su Porsche.
Ottiene vittorie nei principali campionati Gran Turismo e nel 2006 si aggiudica il campionato asiatico Gran Turismo al volante di una Ferrari.